# Bảo Ninh
Bảo Ninh (sinh ngày 18 tháng 10 năm 1952) là nhà văn Việt Nam chuyên viết tiểu thuyết và truyện ngắn.

## Tiểu sử
Bảo Ninh tên thật là Hoàng Ấu Phương, sinh tại huyện Diễn Châu, tỉnh Nghệ An, quê ở xã Bảo Ninh, huyện Quảng Ninh (nay thuộc thành phố Đồng Hới), tỉnh Quảng Bình, Việt Nam. Ông là con trai của Giáo sư Hoàng Tuệ (1922 - 1999), nguyên Viện trưởng Viện Ngôn ngữ học. Ông từng là học sinh trường Bưởi - Chu Văn An.
Ông vào bộ đội năm 1969. Thời chiến tranh, ông chiến đấu ở mặt trận B-3 Tây Nguyên, tại tiểu đoàn 5, trung đoàn 24, sư đoàn 10. Năm 1975, ông giải ngũ. Từ 1976-1981 học đại học ở Hà Nội, sau đó làm việc ở Viện Khoa học Việt Nam. Từ 1984-1986 học khoá 2 Trường viết văn Nguyễn Du. Làm việc tại báo Văn nghệ Trẻ. Là hội viên Hội Nhà văn Việt Nam từ 1997.

## Tác phẩm
- Năm 1987 xuất bản truyện ngắn Trại bảy chú lùn.
- Năm 1991, tiểu thuyết Nỗi buồn chiến tranh của Bảo Ninh (in lần đầu năm 1987 tên là Thân phận của tình yêu[1] Đó là câu chuyện một người lính tên Kiên, đan xen giữa hiện tại hậu chiến với hồi ức về chiến tranh và mối tình đầu với cô bạn học Phương. Khác với những tác phẩm trước đó mang tính sử thi, miêu tả chiến tranh từ góc độ cộng đồng, hùng tâm tráng chí của người lính chiến đấu vì vận mệnh đất nước, Bảo Ninh đã miêu tả chiến tranh từ một góc độ khác, góc độ cá nhân, đi sâu vào những nỗi niềm của cá nhân ông. Cuốn tiểu thuyết từng được tặng Giải thưởng Hội Nhà văn Việt Nam, tuy nhiên sau đó giải thưởng đã bị thu hồi do sự phản đối của công chúng. Tạp chí Cộng sản cho rằng tác giả đã hư cấu ra nhiều tình tiết xúc phạm, bịa đặt về người lính Quân đội Nhân dân Việt Nam, và những nhận xét mang tính bôi nhọ chiến tranh Việt Nam.[2]

Cuốn sách được dịch sang tiếng Anh bởi Frank Palmos và Phan Thanh Hảo, xuất bản năm 1994 với nhan đề "The Sorrow of War". Bản dịch này được photo bán rộng rãi cho du khách nước ngoài. Đây là một cuốn sách được đọc rộng rãi ở phương Tây, và là một trong số ít sách nói về chiến tranh từ quan điểm phía Việt Nam được xuất bản ở đây. Năm 2005, tác phẩm này được tái bản với nhan đề ban đầu là Thân phận của tình yêu; năm 2006 tái bản với nhan đề Nỗi buồn chiến tranh.
Bảo Ninh còn viết một số truyện ngắn về đề tài chiến tranh, trong đó truyện Khắc dấu mạn thuyền đã được dựng thành phim. Truyện ngắn "Bội phản" trong tập truyện "Văn Mới" do Nhà xuất bản Văn học xuất bản. Truyện ngắn "Bí ẩn của làn nước" kể về sự mất mát và hậu quả mà chiến tranh để lại.
Năm 2017, Bảo Ninh xuất hiện trong một bộ phim tài liệu của Mỹ, gọi cuộc kháng chiến chống Mỹ của Việt Nam là "nội chiến". Báo chí Việt Nam đã phê phán đây là tư tưởng xuyên tạc lịch sử, mang tính xúc phạm đến sự hy sinh xương máu của bộ đội và nhân dân Việt Nam